# Loni Heuser
Pour les articles homonymes, voir Heuser.
Loni Heuser (de son vrai nom Apollonia Henriette Heuser, née le 22 janvier 1908 à Düsseldorf, morte le 6 mars 1999 à Berlin) est une actrice allemande.

## Biographie
Dès ses débuts, elle devient une vedette de l'opérette. Elle commence au théâtre au Neues Schauspielhaus de Berlin et, à 24 ans, fait partie des grands succès des cabarets, des music-halls et des revues de la capitale allemande.
Loni Heuser commence une carrière au cinéma véritablement dans les années 1950. Elle incarne principalement les mères, les tantes à héritages, les épouses acariâtres et les Xanthippe, ou encore les dames du monde frivoles, agréables, élégantes et pleines d'esprit. Elle joue dans des comédies ou des films musicaux.
En 1950, elle épouse le compositeur Theo Mackeben qui décède trois années plus tard.
En 1976, elle est présente au Theater des Westens dans Gigi (de), adaptation du film du même nom, aux côtés de Johannes Heesters, Christiane Rücker (de), Heli Finkenzeller (de), Bob Franco. Elle se retire ensuite de la scène.

## Filmographie partielle

### Cinéma
- 1932 : Liebe in Uniform
- 1933 : Jeder hat mal Glück
- 1936 : Die Stunde der Versuchung
- 1943 : Abenteuer im Grandhotel
- 1950 : Dreizehn unter einem Hut
- 1950 : Glück aus Ohio
- 1951 : Die Dubarry
- 1951 : Die Frauen des Herrn S. (de)
- 1951 : Unschuld in tausend Nöten
- 1952 : Fritz und Friederike
- 1952 : L'Histoire passionnante d'une star (Hannerl) d'Ernst Marischka
- 1952 : Saison in Salzburg
- 1953 : Mit siebzehn beginnt das Leben
- 1954 : An jedem Finger zehn
- 1954 : Der treue Husar
- 1954 : Raub der Sabinerinnen (de)
- 1955 : Musik im Blut
- 1955 : Sonnenschein und Wolkenbruch
- 1956 : Mädchen mit schwachem Gedächtnis (de)
- 1957 : Der müde Theodor (de)
- 1957 : Les Nuits du Perroquet vert
- 1957 : Die große Chance (de)
- 1958 : Rivalen der Manege
- 1958 : So ein Millionär hat's schwer (de)
- 1958 : Wenn die Conny mit dem Peter
- 1958 : Liebe, Mädchen und Soldaten (de)
- 1960 : Als geheilt entlassen
- 1960 : Ich zähle täglich meine Sorgen (de)
- 1960 : Schlagerraketen – Festival der Herzen
- 1961 : L'Aventurière bien-aimée (de)
- 1961 : Trois hommes dans un bateau (de)
- 1961 : Saison in Salzburg
- 1962 : Médecin pour femmes
- 1964 : Freddy, Tiere, Sensationen (de)
- 1964 : Wenn man baden geht auf Teneriffa (de)
- 1965 : ...und sowas muß um 8 ins Bett (de)
- 1969 : Der Mann mit dem goldenen Pinsel
- 1969 : Donnerwetter! Donnerwetter! Bonifatius Kiesewetter
- 1969 : Ein Dreifach Hoch dem Sanitätsgefreiten Neumann
- 1969 : Commissaire X et les trois serpents d'or
- 1969 : Klein Erna auf dem Jungfernstieg (de)
- 1969 : Charley’s Onkel (de)
- 1971 : Wir hau’n den Hauswirt in die Pfanne (de)
- 1972 : Willi wird das Kind schon schaukeln (de)

### Télévision
- 1975 : Lichtspiele am Preussenkorso
- 1975 : Damals wie heute